# Cărmăzănești
Cărmăzănești – wieś w Rumunii, w okręgu Hunedoara, w gminie Gurasada. W 2011 roku liczyła 91 mieszkańców.